# Wigbert (Meißen)
Wigbert († vor 976) war der erste Markgraf von Meißen. Mit dem Tod Geros im Jahr 965 wurde das Markengebiet neu geordnet und die große, von der Mark der Billunger im heutigen Mecklenburg-Vorpommern bis zum Erzgebirge und von der Elbe-Saale-Linie bis zur Oder reichende „Geromark“ aufgeteilt. Im Südosten, um die Burg Meißen entstand die gleichnamige Markgrafschaft. Wigbert wird ausschließlich in der Gründungsurkunde des Erzbistums Magdeburg erwähnt. Die Mark Meißen kann ihm indirekt als Herrschaftsgebiet zugeordnet werden, da die beiden anderen genannten Markgrafen Wigger I. und Gunther später im Gebiet von Zeitz bzw. Merseburg tätig waren. Es kann nur gemutmaßt werden, warum Wigbert nicht in weiteren Quellen auftaucht. Möglicherweise war er nicht in seiner Mark tätig, vielleicht galt zu diesem Zeitpunkt die Herrschaft dort als nicht gesichert. Im Jahr 976 war Thietmar I. Markgraf von Meißen.